# Tercera División RFEF 2021-22 (Grupo XII)
La temporada 2021-22 del Grupo XII de la Tercera División RFEF de fútbol comenzó el 4 de septiembre de 2021 y finalizará el 1 de mayo de 2022. Posteriormente se disputará la promoción de ascenso entre el 8 y el 15 de mayo en su fase territorial, y el 22 de mayo en su fase nacional. Durante esta campaña es el quinto nivel de las Ligas de fútbol de España para los clubes de Canarias, por debajo de la Segunda División RFEF y por encima de las ligas interinsulares preferentes de Las Palmas y Tenerife. Se trata de la primera edición bajo esta denominación después de la reestructuración de las categorías no profesionales por parte de la RFEF.
A partir del 19 de septiembre de 2021 este grupo se vio alterado por la erupción volcánica de La Palma, la cual involucró al Club Deportivo Atlético Paso y a la Sociedad Deportiva Tenisca, ya que ambos clubes tienen su sede en la citada isla, por lo que sus partidos como locales fueron aplazados a partir de la jornada 4, la situación se estabilizó durante el parón del mes de diciembre, tras finalizar la jornada 17, sin embargo la alteración de partidos aplazados continuó durante gran parte de la temporada.

## Sistema de competición
Participan diecisiete clubes en un único grupo. Se enfrentan todos contra todos en dos ocasiones -una en campo propio y otra en campo contrario- durante un total de 34 jornadas. El orden de los encuentros se decide por sorteo antes de empezar la competición. La Federación de Fútbol de Canarias es la responsable de designar las fechas de los partidos y los árbitros de cada encuentro, reservando al equipo local la potestad de fijar el horario exacto de cada encuentro.
Una vez finalizada la competición, el primer clasificado asciende directamente a Segunda División RFEF y se proclama campeón de Tercera RFEF.
Los clasificados entre el segundo y el quinto lugar disputan un Play Off territorial en formato de eliminatorias a partido único en sede neutral. En caso de empate el vencedor de la eliminatoria es el equipo mejor clasificado. El equipo vencedor de este Play Off se clasifica a la Promoción de ascenso a Segunda División RFEF que tiene carácter de final interterritorial.
Los últimos clasificados, por confirmar el número, descienden directamente a las ligas interinsulares preferentes de Las Palmas y Tenerife. Hay que tener en cuenta que existe la obligación federativa de conformar la Tercera RFEF para la temporada siguiente, la 2022-2023, en un máximo de 16 equipos; por lo que el número de descensos en esta temporada será proporcional a las necesidades de la Territorial de Canarias para ajustarse a ese número de equipos. 
El sistema de competición y las consecuencias clasificatorias fueron aprobadas por la RFEF.

## Ascensos y descensos
Los equipos que mantuvieron la categoría en la última temporada de Tercera División participan en la primera edición de Tercera División RFEF. Las posiciones de descenso indicadas son las absolutas de grupo, no de subgrupos de permanencia.
| Pos. | Ascendidos a 2.ª División RFEF |
| ---- | ------------------------------ |
| 1.º  | C. D. Mensajero                |
| 2.º  | C. F. Panadería Pulido         |
| 3.º  | U. D. San Fernando             |

| Pos. | Descendidos de 2.ª División B |
| ---- | ----------------------------- |
| 20.º | C. D. Marino                  |

| Pos.      | Ascendidos de Interinsular Preferentes |
| --------- | -------------------------------------- |
| 1.º TN    | U. D. Las Zocas                        |
| 1.º LP G1 | C. D. Herbania                         |
| 1.º LP G2 | C. D. Unión Sur Yaiza                  |

| Pos. | Descendidos a Interinsular Preferentes |
| ---- | -------------------------------------- |
| 17.º | U.D. Guía                              |
| 18.º | Atlético Tacoronte                     |
| 19.º | Atlético Victoria                      |
| 20.º | Atlético Unión de Güímar               |
| 21.º | U. D. Ibarra                           |

## Participantes

### Información sobre los equipos participantes
| Equipo                       | Localidad                       | Estadio                       | Capacidad |
| ---------------------------- | ------------------------------- | ----------------------------- | --------- |
| Arucas C. F.                 | Arucas                          | Tonono                        | 1.000     |
| C. D. Atlético Paso          | El Paso                         | Municipal El Paso             | 5.000     |
| Estasur Buzanada             | Buzanada (Arona)                | Clementina de Bello           | 1.000     |
| U. D. Gran Tarajal           | Gran Tarajal (Tuineje)          | Municipal Gran Tarajal        | 2.000     |
| C. D. Herbania               | Puerto del Rosario              | Municipal Risco Prieto        | 2.500     |
| C. D. La Cuadra              | Puerto del Rosario              | Municipal de Los Pozos        | 2.000     |
| U. D. Lanzarote              | Arrecife                        | Ciudad Deportiva de Lanzarote | 7.000     |
| U. D. Las Palmas "C"         | Las Palmas de Gran Canaria      | Anexo Gran Canaria            | 500       |
| U. D. Las Zocas              | Las Zocas (San Miguel de Abona) | Juanito Marrero               | 3.000     |
| C. D. Marino                 | Playa de las Américas (Arona)   | Antonio Domínguez Alfonso     | 7.500     |
| C. D. CRI Santa Úrsula       | Santa Úrsula                    | Argelio Tabares               | 2.000     |
| C. D. Tenerife "B"           | San Cristóbal de La Laguna      | Ciudad Deportiva Javier Pérez | 2.400     |
| S. D. Tenisca                | Santa Cruz de La Palma          | Virgen de las Nieves          | 6.000     |
| C. D. Unión Sur Yaiza        | Yaiza                           | Municipal de Yaiza            | 2.000     |
| C. F. Unión Viera            | Las Palmas de Gran Canaria      | Alfonso Silva                 | 3.000     |
| C. D. Vera                   | Puerto de la Cruz               | Nuevo Salvador Ledesma        | 1.500     |
| U. D. Villa de Santa Brígida | Santa Brígida                   | Municipal de Los Olivos       | 600       |

| Arucas At. Paso Buzanada Gran Tarajal Herbania La Cuadra Lanzarote Las Palmas "C" Las Zocas Marino Santa Úrsula Tenerife "B" Tenisca U.Sur Yaiza Unión Viera Vera Santa Brígida |

### Equipos por Isla
| N.º | Isla          | Equipos                                                        | Provincia              |
| --- | ------------- | -------------------------------------------------------------- | ---------------------- |
| 3   | Fuerteventura | Gran Tarajal, Herbania y La Cuadra                             | Las Palmas             |
| 2   | Lanzarote     | U.D. Lanzarote y C. D. Unión Sur Yaiza                         | Las Palmas             |
| 4   | Gran Canaria  | Arucas C.F., Las Palmas "C", Unión Viera y Villa Santa Brígida | Las Palmas             |
| 2   | La Palma      | Atlético Paso y Tenisca                                        | Santa Cruz de Tenerife |
| 6   | Tenerife      | Buzanada, Las Zocas, Marino, Santa Úrsula, Tenerife "B" y Vera | Santa Cruz de Tenerife |

### Cambios de entrenadores
| Equipo | Entrenador (Jornadas) | Fecha de vacante | Tipo de salida | Posición en la tabla | Entrenador entrante | Fecha de nombramiento |
| ------ | --------------------- | ---------------- | -------------- | -------------------- | ------------------- | --------------------- |

## Clasificación
| Pos. | Equipo                       | Pts. | PJ | G  | E  | P  | GF | GC | Dif. |                                                                                |
| ---- | ---------------------------- | ---- | -- | -- | -- | -- | -- | -- | ---- | ------------------------------------------------------------------------------ |
| 1    | C. D. Atlético Paso (A, C)   | 59   | 32 | 17 | 8  | 7  | 44 | 27 | +17  | Ascenso a Segunda División RFEF y Copa del Rey                                 |
| 2    | U. D. Las Palmas "C" (D)     | 58   | 32 | 18 | 4  | 10 | 47 | 30 | +17  | Play-Offs Ascenso a Segunda División RFEF y Descenso a Interinsular Preferente |
| 3    | C. D. Tenerife "B"           | 57   | 32 | 17 | 6  | 9  | 49 | 31 | +18  | Play-Offs Ascenso a Segunda División RFEF                                      |
| 4    | Arucas C. F.                 | 56   | 32 | 17 | 5  | 10 | 44 | 30 | +14  | Play-Offs Ascenso a Segunda División RFEF                                      |
| 5    | U. D. Villa de Santa Brígida | 48   | 32 | 14 | 6  | 12 | 45 | 37 | +8   | Play-Offs Ascenso a Segunda División RFEF                                      |
| 6    | C. D. Unión Sur Yaiza        | 47   | 32 | 15 | 2  | 15 | 42 | 43 | −1   |                                                                                |
| 7    | U.D. Gran Tarajal            | 47   | 32 | 13 | 8  | 11 | 46 | 40 | +6   |                                                                                |
| 8    | C. D. CRI Santa Úrsula       | 46   | 32 | 13 | 7  | 12 | 35 | 37 | −2   |                                                                                |
| 9    | C. D. La Cuadra              | 46   | 32 | 12 | 10 | 10 | 46 | 35 | +11  |                                                                                |
| 10   | C. D. Marino                 | 45   | 32 | 14 | 3  | 15 | 37 | 30 | +7   |                                                                                |
| 11   | U. D. Lanzarote              | 44   | 32 | 11 | 11 | 10 | 28 | 24 | +4   |                                                                                |
| 12   | Estasur Buzanada (D)         | 44   | 32 | 13 | 5  | 14 | 35 | 33 | +2   | Descenso a Interinsular Preferente                                             |
| 13   | C. D. Herbania (D)           | 43   | 32 | 12 | 7  | 13 | 27 | 33 | −6   | Descenso a Interinsular Preferente                                             |
| 14   | S. D. Tenisca (D)            | 40   | 32 | 10 | 10 | 12 | 37 | 45 | −8   | Descenso a Interinsular Preferente                                             |
| 15   | C. D. Vera (D)               | 40   | 32 | 12 | 4  | 16 | 27 | 37 | −10  | Descenso a Interinsular Preferente                                             |
| 16   | C. F. Unión Viera (D)        | 30   | 32 | 8  | 6  | 18 | 24 | 51 | −27  | Descenso a Interinsular Preferente                                             |
| 17   | U. D. Las Zocas (D)          | 13   | 32 | 3  | 4  | 25 | 14 | 64 | −50  | Descenso a Interinsular Preferente                                             |

Actualizado a los partidos jugados el 1 de mayo de 2022.
 Fuente: Resultados Fútbol
Notas:
1. ↑  La U. D. Las Palmas "C" disputará el playoff de ascenso a pesar de que va a descender a Interinsular Preferente debido al descenso de la Unión Deportiva Las Palmas Atlético desde la Segunda División RFEF

## Resultados
| Local \ Visitante            | ARU | APS | BUZ | GTA | HER | LCU | LNZ | LPC | LZO | MAR | SUR | TNF | TNS | USY | UVR | VER | VSB |
| ---------------------------- | --- | --- | --- | --- | --- | --- | --- | --- | --- | --- | --- | --- | --- | --- | --- | --- | --- |
| Arucas C. F.                 | —   | 2–2 | 2–0 | 2–2 | 1–0 | 0–0 | 2–1 | 1–0 | 3–0 | 2–0 | 1–0 | 2–0 | 1–0 | 0–1 | 4–0 | 3–0 | 1–0 |
| C. D. Atlético Paso          | 2–0 | —   | 4–0 | 2–0 | 5–0 | 1–2 | 1–0 | 1–0 | 3–0 | 2–1 | 1–1 | 1–0 | 2–2 | 3–0 | 1–0 | 1–0 | 1–2 |
| Estasur Buzanada             | 4–1 | 1–2 | —   | 2–1 | 0–1 | 1–2 | 1–0 | 3–1 | 2–1 | 2–0 | 1–1 | 1–1 | 1–1 | 1–0 | 4–0 | 2–0 | 1–1 |
| U.D. Gran Tarajal            | 0–0 | 1–0 | 1–0 | —   | 0–0 | 2–1 | 1–1 | 1–0 | 7–0 | 1–2 | 5–1 | 1–4 | 2–0 | 1–1 | 2–0 | 1–2 | 1–2 |
| C. D. Herbania               | 0–3 | 0–1 | 1–0 | 1–1 | —   | 3–1 | 2–1 | 1–2 | 1–1 | 1–0 | 0–1 | 3–0 | 2–1 | 1–0 | 2–0 | 0–3 | 3–1 |
| C. D. La Cuadra              | 3–0 | 1–1 | 2–0 | 1–1 | 0–0 | —   | 3–1 | 1–2 | 4–0 | 0–0 | 0–0 | 2–4 | 4–0 | 3–0 | 2–2 | 1–1 | 3–1 |
| U. D. Lanzarote              | 1–2 | 0–0 | 1–0 | 3–0 | 0–0 | 1–1 | —   | 1–0 | 1–0 | 1–0 | 0–0 | 2–1 | 1–0 | 0–1 | 0–0 | 0–1 | 0–1 |
| U. D. Las Palmas "C"         | 0–2 | 2–2 | 1–0 | 5–0 | 2–0 | 2–0 | 3–1 | —   | 0–0 | 2–1 | 2–1 | 2–0 | 0–2 | 3–1 | 2–1 | 4–0 | 2–1 |
| U. D. Las Zocas              | 0–2 | 0–1 | 1–0 | 0–1 | 0–1 | 1–3 | 0–0 | 0–2 | —   | 0–4 | 0–1 | 0–4 | 1–2 | 0–1 | 2–1 | 3–1 | 2–5 |
| C. D. Marino                 | 2–1 | 0–1 | 0–1 | 0–1 | 2–0 | 1–0 | 1–2 | 2–0 | 1–0 | —   | 3–1 | 1–0 | 3–0 | 3–1 | 2–0 | 2–0 | 0–1 |
| C. D. CRI Santa Úrsula       | 0–1 | 3–0 | 3–1 | 1–3 | 1–0 | 1–0 | 0–0 | 2–0 | 1–0 | 2–0 | —   | 2–1 | 1–4 | 1–2 | 2–1 | 1–2 | 2–0 |
| C. D. Tenerife "B"           | 1–0 | 3–1 | 1–0 | 0–0 | 2–0 | 3–1 | 1–1 | 0–1 | 1–1 | 2–2 | 1–0 | —   | 2–0 | 2–1 | 3–0 | 0–1 | 3–1 |
| S. D. Tenisca                | 2–1 | 1–1 | 1–3 | 2–4 | 0–0 | 3–0 | 0–0 | 1–3 | 1–0 | 0–0 | 2–0 | 1–1 | —   | 2–1 | 2–2 | 1–0 | 1–1 |
| C. D. Unión Sur Yaiza        | 3–1 | 0–0 | 0–1 | 5–3 | 0–2 | 1–3 | 0–2 | 1–0 | 4–0 | 2–0 | 3–1 | 3–4 | 4–1 | —   | 2–0 | 1–0 | 1–0 |
| C. F. Unión Viera            | 2–1 | 1–0 | 0–1 | 1–0 | 1–1 | 1–1 | 1–4 | 0–1 | 2–0 | 0–3 | 0–0 | 0–1 | 3–2 | 3–0 | —   | 1–0 | 0–3 |
| C. D. Vera                   | 2–2 | 0–1 | 2–1 | 0–2 | 2–1 | 1–0 | 0–0 | 2–2 | 2–0 | 1–0 | 0–1 | 0–2 | 0–1 | 0–1 | 0–1 | —   | 2–0 |
| U. D. Villa de Santa Brígida | 2–0 | 4–0 | 0–0 | 1–0 | 1–0 | 0–1 | 1–2 | 1–1 | 2–1 | 3–1 | 3–3 | 0–1 | 1–1 | 2–1 | 3–0 | 1–2 | —   |

### Máximos goleadores
| Pos. | Jugador | Equipo                       | Goles |
| ---- | ------- | ---------------------------- | ----- |
| 1.º  | Chicha  | U. D. Villa de Santa Brígida | 18    |
| 2.º  | Víctor  | C. D. Marino                 | 17    |
| 3.º  | Peraza  | C. D. Herbania               | 12    |
| 4.º  | Brian   | C. D. Atlético Paso          | 12    |
| 5.º  | Adán    | S. D. Tenisca                | 12    |

## Play Off de Ascenso a Segunda División RFEF
Equipos clasificados
- 4 equipos

| Pos. | Grupo XII                      |
| ---- | ------------------------------ |
| 2.°  | / U. D. Las Palmas "C"         |
| 3.°  | / C. D. Tenerife "B"           |
| 4.°  | / Arucas C. F.                 |
| 5.°  | / U. D. Villa de Santa Brígida |

|  | Semifinales                          | Semifinales       |                    |                              | Final              | Final              |  |
|  | 7 de mayo de 2022                    | 7 de mayo de 2022 |                    |                              | 14 de mayo de 2022 | 14 de mayo de 2022 |  |
|  |                                      |                   |                    |                              |                    |                    |  |
|  |                                      |                   |                    |                              |                    |                    |  |
|  | U. D. Las Palmas "C"                 | 2                 |                    |                              |                    |                    |  |
|  | U. D. Las Palmas "C"                 | 2                 |                    |                              |                    |                    |  |
|  | U. D. Villa de Santa Brígida (t. s.) | 4                 |                    |                              |                    |                    |  |
|  | U. D. Villa de Santa Brígida (t. s.) | 4                 |                    | U. D. Villa de Santa Brígida | 0                  |                    |  |
|  |                                      |                   |                    | U. D. Villa de Santa Brígida | 0                  |                    |  |
|  |                                      |                   | C. D. Tenerife "B" | 4                            |                    |                    |  |
|  | C. D. Tenerife "B"                   | 2                 | C. D. Tenerife "B" | 4                            |                    |                    |  |
|  | C. D. Tenerife "B"                   | 2                 |                    |                              |                    |                    |  |
|  | Arucas C. F.                         | 1                 |                    |                              |                    |                    |  |
|  | Arucas C. F.                         | 1                 |                    |                              |                    |                    |  |
|  |                                      |                   |                    |                              |                    |                    |  |

## Clasificado a la Copa del Rey
| Bandera de Canarias |
| C. D. Atlético Paso |
| 1.º Grupo           |

Nota: Hay posibilidad de que el subcampeón u otro clasificado posterior se clasifique a la Copa del Rey siempre que no sea un equipo filial.